# Valeria Molinero
Valeria Paula Molinero est une physicienne argentine et américaine ; elle est titulaire de la chaire de chimie théorique Jack et Peg Simons à l'université de l'Utah. Ses recherches portent sur la simulation de propriétés des matériaux.

## Formation
Molinero est née en Argentine,. Elle y obtient ses diplômes de premier cycle et de doctorat et est doctorante à l'université de Buenos Aires, où elle se spécialise en électrochimie.

## Recherche et carrière
Après son doctorat, Molinero séjourne au California Institute of Technology et à l'université d'État de l'Arizona pour des recherches postdoctorales ; elle y travaille aux côtés d'Austen Angell et de William Andrew Goddard III.
En 2006, Molinero rejoint l'université de l'Utah, où elle construit un programme de recherche axé sur l'utilisation de simulations informatiques pour comprendre la structure et la dynamique de phase des matériaux. Ses recherches concernent principalement la transition entre l'eau et la glace et l'environnement dans lequel cette transition se produit son influence sur ce processus, par exemple dans la production de crème glacée, dans les nuages ou dans l'antigel.
Molinero développe des simulations pour comprendre les propriétés des matériaux des zéolithes et pour prédire le polymorphisme spécifique d'un mélange de synthèse. En 2020, elle étudie les plus petites tailles de formation de la glace, montrant que dans des nanogouttelettes de moins de 90 molécules d'eau, il est impossible que de la glace se forme,.

### Récompenses et honneurs
- 2005 : Prix Helmholtz de l'Association internationale pour les propriétés de l'eau et de la vapeur (IAPWS)[9].
- 2009 : Prix Beckman du jeune chercheur[10].
- 2019 : Prix de recherche émérite et créative de l'université de l'Utah[11].
- 2019 : Prix Cozzarelli de l'Académie nationale des sciences[12].
- 2021 : Élue membre de l'Association américaine pour l'avancement des sciences[13].
- 2021 : Élue membre de l'Académie américaine des arts et des sciences[14]
- 2022 : Élue membre de l'Académie nationale des sciences[5].
- 2022 : Élue membre de l'Académie d'ingénierie et des sciences de l'Utah[15].
- 2022 : Doctorat honorifique de l'université de Buenos Aires[16].
- 2023 : Prix Irving Langmuir de la  Société américaine de physique en physique chimique[17].

### Publications (sélection)
En 2023, ses publications les plus citées sont, d'après Google Scholar :
- (en) Valeria Molinero et Emily B Moore, « Water modeled as an intermediate element between carbon and silicon », Journal of Physical Chemistry B, ACS, vol. 113, no 13,‎ 1er avril 2009, p. 4008-4016 (ISSN 1520-6106 et 1520-5207, PMID 18956896, DOI 10.1021/JP805227C, arXiv 0809.2811).
- (en) Emily B Moore et Valeria Molinero, « Structural transformation in supercooled water controls the crystallization rate of ice. », Nature, NPG et Springer Science+Business Media, vol. 479, no 7374,‎ 23 novembre 2011, p. 506-508 (ISSN 1476-4687 et 0028-0836, OCLC 01586310, PMID 22113691, DOI 10.1038/NATURE10586, arXiv 1107.1622).
- (en) Liam C. Jacobson, Waldemar Hujo et Valeria Molinero, « Amorphous Precursors in the Nucleation of Clathrate Hydrates », Journal of the American Chemical Society, ACS, vol. 132, no 33,‎ 1er août 2010 et 25 août 2010, p. 11806-11811 (ISSN 0002-7863, 1520-5126 et 1943-2984, OCLC 01226990, PMID 20669949, DOI 10.1021/JA1051445, lire en ligne).